# Melanerpes uropygialis
El carpintero del desierto, Melanerpes uropygialis, también carpintero de Gila, carpintero del Gila, o carpintero desértico es una especie de ave piciforme, perteneciente a la familia Picidae, subfamilia Picinae, del género Melanerpes.

## Subespecies
- Melanerpes uropygialis brewsteri (Ridgway, 1911)
- Melanerpes uropygialis cardonensis (Grinnell, 1927)
- Melanerpes uropygialis fuscescens (Van Rossem, 1934)
- Melanerpes uropygialis uropygialis (S. F. Baird, 1854)

## Localización
Esta especie de ave y las subespecies se encuentran localizadas en Aridoamérica (Suroeste de Estados Unidos y México).